# ديفيد جاي هدسون
ديفيد جاي هدسون (بالإنجليزية: David J. Hudson)‏ هو مهندس الصوت ومهندس أمريكي، ولد في 16 ديسمبر 1943، وتوفي في 21 مايو 2011 في بالو فيردي في الولايات المتحدة.

## وصلات خارجية
- ديفيد جاي هدسون على موقع IMDb (الإنجليزية)
- ديفيد جاي هدسون على موقع قاعدة بيانات الفيلم (الإنجليزية)